# Scott Rockenfield
Scott Rockenfield (ur. 15 czerwca 1963 w Seattle) – amerykański perkusista progresywno-metalowego zespołu Queensryche.